# Ruta interoceánica Brasil-Bolivia-Chile-Perú
La ruta o corredor interoceánico Brasil-Bolivia-Chile-Perú es una carretera transversal sudamericana, que conecta el puerto atlántico de Santos (Brasil) con los puertos del pacífico de Arica e Iquique (Chile) o Puerto de Ilo (Perú), a lo largo de 3.270 km.Durante su recorrido, cruza las ciudades intermedias brasileñas de São Paulo, Campo Grande, Corumbá y las bolivianas de Puerto Suárez, Santa Cruz de la Sierra, Cochabamba y Oruro.

## Recorrido

### Bolivia
La parte boliviana forma parte de la Red Vial Fundamental y tiene una longitud de 1.561 km. Se extiende desde Puerto Suárez, en Santa Cruz, hasta Tambo Quemado, en Oruro, frontera con Chile. También puede alcanzar Desaguadero, en la frontera con Perú.

## Pasos internacionales
- Paso Fronterizo Puerto Suárez-Corumba: Países que vincula: Bolivia - Departamento de Santa Cruz, Brasil - Estado de Mato Grosso del Sur.
- Paso Fronterizo Desaguadero: Países que vincula: Bolivia - Departamento de La Paz, Perú - Departamento de Puno.
- Paso Fronterizo Chungará-Tambo Quemado: Países que vincula: Bolivia - Departamento de Oruro, Chile - Región de Arica y Parinacota.
- Paso Fronterizo Colchane-Pisiga: Países que vincula: Bolivia - Departamento de Oruro, Chile - Región de Tarapacá.

## Historia
El corredor corresponde a un esfuerzo de integración comercial y conectividad, acordado por los presidentes Lula da Silva (Brasil), Evo Morales (Bolivia) y Michelle Bachelet (Chile) en 2007.